# Singapurische Badmintonnationalmannschaft
Die singapurische Badmintonnationalmannschaft repräsentiert Singapur in internationalen Badmintonwettbewerben.

## Teilnahme an Welt- und Kontinentalmeisterschaften
|      | Asienspiele | Asienspiele | Commonwealth Games | Südostasienspiele | Südostasienspiele | Badminton World Federation | Badminton World Federation | Badminton World Federation |
|      | Herren      | Damen       | Mixed              | Herren            | Damen             | Thomas Cup                 | Uber Cup                   | Sudirman Cup               |
| ---- | ----------- | ----------- | ------------------ | ----------------- | ----------------- | -------------------------- | -------------------------- | -------------------------- |
| 2014 |             |             | Bronze             |                   |                   | Gruppenphase               | Gruppenphase               |                            |
| 2013 |             |             |                    |                   |                   |                            |                            | 9.                         |
| 2011 |             |             |                    | Bronze            | Bronze            |                            |                            | 13.                        |
| 2010 |             |             | 4.                 |                   |                   |                            |                            |                            |
| 2009 |             |             |                    | Bronze            | Bronze            |                            |                            | 12.                        |
| 2007 |             |             |                    | Silber            | Silber            |                            |                            | 10.                        |
| 2006 |             | Bronze      | Viertelfinale      |                   |                   |                            | Viertelfinale              |                            |
| 2005 |             |             |                    |                   | Silber            |                            |                            | 11.                        |
| 2003 |             |             |                    | Bronze            | Gold              |                            |                            |                            |
| 2002 |             |             | Silber             |                   |                   |                            |                            |                            |
| 2001 |             |             |                    | Bronze            |                   |                            |                            | 23.                        |
| 1999 |             |             |                    | Bronze            |                   |                            |                            |                            |
| 1995 |             |             |                    |                   | Bronze            |                            |                            |                            |
| 1989 |             |             |                    | Bronze            | Bronze            |                            |                            |                            |
| 1988 |             |             |                    |                   |                   | Qualifikation              |                            |                            |
| 1986 |             |             |                    |                   |                   | Gruppenphase               |                            |                            |
| 1985 |             |             |                    | Bronze            | Bronze            |                            |                            |                            |
| 1984 |             |             |                    |                   |                   | Qualifikation              |                            |                            |
| 1983 |             |             |                    | Bronze            | Bronze            |                            |                            |                            |
| 1982 |             |             |                    |                   |                   | Interzone                  |                            |                            |
| 1976 |             |             |                    |                   |                   | Interzone                  |                            |                            |
| 1975 |             |             |                    | Bronze            | Bronze            |                            |                            |                            |
| 1973 |             |             |                    | Bronze            | Bronze            | Interzone                  |                            |                            |
| 1971 |             |             |                    |                   | Bronze            |                            |                            |                            |
| 1970 |             |             |                    |                   |                   | Interzone                  |                            |                            |
| 1965 |             |             |                    | Bronze            | Bronze            |                            |                            |                            |

## Nationalspieler
- Chayut Triyachart
- Danny Bawa Chrisnanta
- Derek Wong Zi Liang
- Huang Chao
- Terry Hee
- Chen Jiayuan
- Fu Mingtian
- Liang Xiaoyu
- Shinta Mulia Sari
- Vanessa Neo Yu Yan
- Yao Lei

## Referenzen
- Archivierte Seiten von tangkis.tripod.com (Memento vom 14. Dezember 2006 im Internet Archive)
- Mike’s Badminton Populorum